# IOS 9
iOS 9 è la nona versione del sistema operativo per dispositivi mobili iOS, sviluppato dalla Apple Inc. e successore di iOS 8. È stato annunciato durante la WWDC l'8 giugno 2015 ed è stato pubblicato il 16 settembre dello stesso anno.

## Storia

### Introduzione e prima pubblicazione
iOS 9 è stato presentato alla WWDC dell'azienda l'8 giugno 2015. Al termine della conferenza è stata pubblicata la prima beta per gli sviluppatori registrati. La prima beta pubblica è stata pubblicata a luglio.
iOS 9 è stato pubblicato ufficialmente il 16 settembre 2015.

### Aggiornamenti

#### 9.0.1
iOS 9.0.1 è stato pubblicato il 23 settembre 2015, come primo aggiornamento di iOS 9, e corregge solamente qualche bug.

#### 9.0.2
iOS 9.0.2 è stato pubblicato il 30 settembre 2015, correggendo alcuni errori, tra cui uno in grado di aggirare la schermata di blocco del telefono.

#### 9.1
iOS 9.1 è stato pubblicato il 21 ottobre 2015. L'aggiornamento include il supporto alla Apple Pencil sull'iPad Pro. Sono state aggiunte più di 150 nuove emoji. Inoltre sono state apportate migliorie alle Live Photos. Ora non vengono registrati i movimenti mentre si abbassa o si alza l'iPhone.

#### 9.2
iOS 9.2 è stato pubblicato l'8 dicembre 2015. L'aggiornamento include il supporto della lingua araba su Siri e alcuni miglioramenti ad Apple Music.

#### 9.2.1
iOS 9.2.1 è stato pubblicato il 19 gennaio 2016, portando la correzione di vari bug.

#### 9.3
iOS 9.3 è stato pubblicato il 21 marzo 2016, aggiungendo il supporto al 3D Touch per varie applicazioni di Apple. Inoltre è stata introdotta la modalità Night Shift e le note protette da password. Ora è possibile accoppiare più Apple Watch a uno stesso iPhone ed è inoltre possibile duplicare una foto nell'omonima applicazione. Anche l'applicazione Salute è stata aggiornata con una nuova grafica.

#### 9.3.1
iOS 9.3.1 è stato pubblicato il 31 marzo 2016, correggendo un errore per il quale alcune applicazioni potevano smettere di funzionare dopo aver cliccato su un link in Safari.

#### 9.3.2
iOS 9.3.2 è stato pubblicato il 16 maggio 2016. Ora è possibile utilizzare la modalità Night Shift e Risparmio energetico insieme. Inoltre è stato risolto un problema riguardante l'accoppiamento Bluetooth dell'iPhone SE di prima generazione. Il 20 maggio dello stesso anno, Apple ha pubblicato un'altra volta iOS 9.3.2 soltanto per gli iPad Pro in quanto, alcuni modelli, si bloccavano con il precedente aggiornamento.

#### 9.3.3
iOS 9.3.3 è stato pubblicato il 18 luglio 2016, correggendo alcuni bug e migliorando le prestazioni del dispositivo.

#### 9.3.4
iOS 9.3.4 è stato pubblicato il 4 agosto 2016, correggendo alcuni errori.

#### 9.3.5
iOS 9.3.5 è stato pubblicato il 25 agosto 2016, correggendo alcuni errori, soprattutto per bloccare il Jailbreak.

#### 9.3.6
Pubblicato il 22 luglio 2019 (a quasi tre anni della precedente versione), risolve problematiche legate alla localizzazione e al GPS, ed è limitato a iPhone 4s e ad iPad con modem cellulare (iPad mini (prima generazione) Wi-Fi + Cellular, iPad 2 Wi-Fi + Cellular e iPad (terza generazione) Wi-Fi + Cellular).

## Dispositivi supportati
██ iOS 9 (88%)
██ iOS 8 (9%)
██ Precedenti (3%)

### iPhone
- iPhone 4s
- iPhone 5
- iPhone 5c
- iPhone 5s
- iPhone 6
- iPhone 6 Plus
- iPhone 6s
- iPhone 6s Plus
- iPhone SE (1ª gen)

### iPod touch
- iPod touch 5G
- iPod touch 6G

### iPad
- iPad 2
- iPad (terza generazione)
- iPad (quarta generazione)
- iPad Air
- iPad Air 2
- iPad mini
- iPad mini 2
- iPad mini 3
- iPad mini 4
- iPad Pro 9,7"
- iPad Pro 12,9"

## Changelog ufficiale
Di seguito è riportato il changelog ufficiale di ogni versione:

### iOS 9
Intelligenza
- assistenza proattiva
  - ricevi informazioni rilevanti ancor prima di iniziare a scrivere
  - ricevi avvisi su quando devi uscire per un appuntamento in base alle condizioni del traffico
  - ciò che ascolti in una determinata posizione o in un particolare momento della giornata viene appreso e ti verranno mostrati automaticamente i controlli di riproduzione delle tue app preferite per la musica o l'audio
  - gli eventi e le informazioni di contatto suggeriti vengono aggiunti alle app in base alle informazioni trovate in Mail
- miglioramenti di Siri
  - cerca le tue foto e video personali in base alle date, ai luoghi e nomi degli album
  - chiedi a Siri di ricordarti di ciò che stai guardando nelle app, tra cui Safari, Mail, Note e Messaggi
  - chiedi indicazioni utilizzando i trasporti pubblici
- miglioramenti della ricerca Spotlight
  - ottieni risultati sportivi, condizioni meteo e prezzi in borsa
  - esegui semplici calcoli matematici e conversioni
  - avvia messaggi, telefonate e chiamate FaceTime dai risultati di ricerca dei contatti

Nuove funzionalità per iPad
- Slide Over
  - utilizza rapidamente una seconda app senza lasciare quella in cui ti trovi
  - passa rapidamente da un'app in Slide Over a un'altra
  - supporto per le app Apple e per le app di terze parti compatibili
- Split View
  - visualizza e interagisci con due app contemporaneamente
  - possibilità di ridimensionare la visualizzazione per dare uguale importanza a entrambe le app o dare maggiore priorità a una delle due
  - supporto per le app Apple e per le app di terze parti compatibili
- Picture In Picture
  - continua a guardare un video mentre utilizzi le tue app preferite
  - supporto per i video di Safari, FaceTime, Video e Podcast e per le app di terze parti compatibili
- miglioramenti di QuickType
  - gesti multi-touch per selezionare il testo più facilmente su iPad
  - accesso rapido agli strumenti di modifica del testo con la barra delle scorciatoie su iPad
  - supporto per le abbreviazioni sulle tastiere hardware
  - supporto per tutte le bandiere emoji Unicode

App integrate
- miglioramenti di Mappe
  - supporto per le linee, i dettagli sulle stazioni con uscite e ingressi, gli orari e le indicazioni per il trasporto pubblico in grandi città appositamente scelte
  - sfoglia i luoghi nei dintorni per categorie, tra cui Cibo, Bevande, Shopping, Divertimento e molto altro ancora
  - il supporto per Apple Pay è indicato nelle schede dei punti vendita aderenti
  - le schede dei luoghi includono informazioni da Wikipedia per luoghi di interesse e città
- app Note ridisegnata
  - aggiungi foto alle note con la fotocamera integrata o dalla libreria fotografica
  - crea utili elenchi di controllo e segna gli elementi completati con un tocco
  - fai un rapido disegno di ciò che hai in mente semplicemente con un dito
  - salva elementi interessanti direttamente da altre app utilizzando il menu di condivisione
- nuovissima app News
  - leggi i tuoi giornali, riviste e blog preferiti o scegli tra più un milione di argomenti
  - straordinari caratteri tipografici e layout, gallerie fotografiche, video, animazioni e altro ancora
  - sfoglia gli articoli scelti in base ai tuoi interessi in "Per te". Trova consigli su canali e argomenti in Esplora. Più leggi, più le notizie diventano personalizzate
  - condividi facilmente gli articoli con gli amici o salvali per leggerli in seguito, persino quando non sei in linea
- miglioramenti di Mail
  - la ricerca migliorata ti aiuta a trovare rapidamente quello che cerchi filtrando i risultati per mittente, destinatario, oggetto o una combinazione di opzioni
  - il supporto per gli strumenti di modifica ti consente di annotare un’immagine o un PDF con testo, forme e persino la tua firma per poi rispedirli, il tutto senza abbandonare Mail
  - salva facilmente gli allegati che ricevi o aggiungi file da iCloud Drive o da altri servizi di archiviazione documenti mentre componi un nuovo messaggio
- miglioramenti di Apple Pay e Wallet
  - supporto per le carte Discover
  - supporto per le carte fedeltà e per le carte di credito o di debito emesse dai punti vendita
  - per un pagamento ancora più rapido, puoi prepararti per una transazione premendo due volte il tasto Home da "Blocco schermo" e tenendo il dito su Touch ID
- nuova app iCloud Drive
  - cerca facilmente un file o sfoglia nella nuova app iCloud Drive per data, nome o tag che hai aggiunto dal Mac
  - apri i file in qualsiasi app compatibile o condividili con chi vuoi
  - organizza le cartelle e i file
  - ottieni l’app iCloud Drive andando in Impostazioni > iCloud > iCloud Drive e selezionando "Mostra nella schermata Home"
- miglioramenti di CarPlay
  - grazie alla riproduzione dei messaggi audio puoi sentire le persone con la loro voce
  - con il supporto completo per i controlli presenti sulle automobili, puoi utilizzare pulsanti e manopole per scorrere lungo gli elenchi o spostarti in Mappe
  - supporto per le app CarPlay dei produttori di automobili.

Base del sistema operativo
- maggiore durata della batteria
  - fino a un’ora di tempo in più prima che tu debba ricaricare la batteria
  - il dispositivo rileva quando è appoggiato con la parte frontale verso il basso e spegne lo schermo quando non è in uso
  - la modalità "Risparmio energetico" ottimizza le prestazioni del dispositivo per estendere la durata della batteria fino a tre ore in più
- gli aggiornamenti software richiedono meno spazio per il download e offrono l’opzione per essere installati in seguito
- le app e l’interfaccia utente di iOS ora utilizzano Metal per fornire uno scorrimento più veloce, animazioni più fluide e migliori prestazioni globali
- sicurezza migliorata con il supporto per l’autenticazione a due fattori e il supporto per il codice a 6 cifre di default per i dispositivi con Touch ID.

Altri miglioramenti
- nuovo font di sistema: San Francisco
- opzione per lasciare un messaggio se il destinatario di una chiamata FaceTime non è disponibile
- condividi i messaggi di segreteria telefonica dall’app Telefono tramite la schermata di condivisione
- rilevatori di dati per voli e tracciamento pacchi
- l'app Salute aggiunge il supporto per i dati su salute riproduttiva, esposizione ai raggi UV, assunzione di acqua e sedentarietà
- HomeKit aggiunge il supporto per finestre e tapparelle motorizzate, sensori di movimento e accessori di sistemi per la sicurezza domestica
- Podcast, con un design completamente rinnovato, rende ancora più facile trovare le ultime puntate dei tuoi programmi preferiti e ti avvisa della disponibilità delle nuove puntate
- supporto per le chiamate Wi-Fi su iPad, iPod touch e Mac, senza iPhone nelle vicinanze con gli operatori aderenti
- la funzionalità "Assistenza Wi-Fi" ti consente di utilizzare automaticamente i dati cellulare quando la connettività Wi-Fi è scarsa
- trasferisci contenuti dai dispositivi Android con l’app "Passa a iOS".

Maggiore supporto per le lingue
- nuovo font di sistema cinese (PingFang)
- suggerimenti, apprendimento e correzione automatica migliorati per il cinese in QuickType
- inserimento della punteggiatura ridisegnato per la tastiera a 10 tasti cinese
- interfaccia utente ridisegnata per le lingue con scrittura da destra a sinistra
- aggiunto il supporto per Siri per Austria, Belgio (francese e olandese) e Norvegia
- aggiunto il supporto per la ricerca Spotlight per il Messico
- nuove tastiere per francese (Belgio), tedesco (Austria), gujarati, hindi (traslitterazione), hinglish, punjabi, spagnolo (Messico) e telugu
- inserimento predittivo per francese (Belgio), tedesco (Austria), coreano, russo, spagnolo (Messico) e turco
- supporto per la dettatura per olandese (Belgio), inglese (Irlanda, Filippine, Sudafrica), francese (Belgio), tedesco (Austria) e spagnolo (Cile, Colombia)
- controllo ortografico per finlandese e coreano
- dizionario di definizioni per hindi, norvegese e svedese
- dizionario bilingue per francese-inglese e tedesco-inglese
- nuovo correttore automatico per il giapponese e suggerimenti e apprendimento migliorati in QuickType
- opzione per passare da un sistema di numerazione all’altro per arabo e hindi.

Aziende e istruzione
- assegna app direttamente ai dispositivi iOS senza la necessità di avere un account di iTunes Store configurato
- affidabilità del calendario migliorata per i clienti che utilizzano Microsoft Exchange ActiveSync 16
- maggiore supporto per "VPN per app" per i client VPN integrati IPSec e IKEv2
- nuovi controlli di rete per le app gestite per aiutare a limitare i costi del roaming internazionale dei dati
- nuove restrizioni per impedire modifiche ai codici, ai nomi dei dispositivi e agli sfondi o per disabilitare AirDrop sui dispositivi gestiti
- supporto per estensioni app di terze parti per VPN, filtri avanzati dei contenuti e reti Wi-Fi captive.

Accessibilità
- la funzionalità "Regolazione tocco" fornisce controlli aggiuntivi per le persone con limitazioni motorie fisiche
- le azioni di "Controllo interruttori" ti consentono di personalizzarne le funzionalità o di crearne di nuove
- supporto per le voci di Siri per gli utenti di VoiceOver
- personalizzazione aggiuntiva di AssistiveTouch
- supporto per le tastiere hardware per "Ripetizione tasto", "Tasti lenti" e "Tasti singoli"
- migliorato l’indirizzamento dell’audio per dispositivi acustici MFi per scegliere dove il suono viene riprodotto.

### iOS 9.0.1
- risoluzione di un problema per il quale alcuni utenti non erano in grado di completare la procedura di impostazione assistita dopo l'aggiornamento
- risoluzione di un problema per il quale talvolta sveglie e timer potevano non suonare
- risoluzione di un problema in Safari e Foto per il quale, mettendo in pausa un video, il frame dell'immagine in pausa poteva subire distorsioni
- risoluzione di un problema per il quale alcuni utenti con una configurazione APN personalizzata tramite profilo potevano perdere dati cellulare.

### iOS 9.0.2
- correzione di un errore relativo all'impostazione per l'attivazione o la disattivazione dell'utilizzo dei dati cellulare per le app
- risoluzione di un problema che impediva l'attivazione di iMessage per alcuni utenti
- risoluzione di un problema che poteva causare l'interruzione di un backup di iCloud dopo l'avvio di un backup manuale
- risoluzione di un problema per cui lo schermo poteva ruotare in maniera non corretta in seguito alla ricezione di notifiche
- miglioramenti della stabilità di Podcast.

### iOS 9.1
- possibilità di rilevare intelligentemente quando iPhone viene alzato e abbassato, in modo tale da non registrare automaticamente tali movimenti utilizzando l'opzione "Live Photos"
- introduzione di più di 150 nuove emoji con supporto completo per le emoji Unicode 7.0 e 8.0
- stabilità migliorata per le opzioni di ricerca, CarPlay, Musica, Foto e Safari
- miglioramento delle prestazioni dell'interfaccia utente multitasking
- risoluzione di un problema che poteva fare in modo che Calendario non rispondesse nella vista mese
- risoluzione di un problema che impediva ad alcuni utenti di Game Center di avviare l'app
- risoluzione di un problema per il quale il contenuto di alcune app veniva ingrandito
- risoluzione di un problema per il quale il conteggio dei messaggi di posta non letti poteva risultare errato per account e-mail POP
- correzione di un problema che impediva ad alcuni utenti di rimuovere i contatti recenti suggeriti da nuovi messaggi di posta o di testo
- risoluzione di un problema per il quale alcuni messaggi non comparivano tra i risultati di ricerca di Mail
- risoluzione di un problema per il quale una barra grigia poteva essere visualizzata nel corpo dei messaggi audio
- risoluzione di un problema che poteva causare errori di attivazione con alcuni gestori
- risoluzione di un problema che impediva di aggiornare alcune app da App Store.

### iOS 9.2
- miglioramenti ad Apple Music:
  - possibilità di creare una nuova playlist aggiungendo un brano alla selezione musicale
  - visualizzazione dell'ultima playlist modificata come primo risultato quando viene aggiunto un brano alla selezione musicale
  - possibilità di scaricare album o playlist direttamente dalla libreria musicale di iCloud grazie al pulsante di download di iCloud
  - possibilità di verificare i brani già scaricati grazie alla nuova icona di download vicina ad ogni brano nelle sezioni Musica e Playlist
  - possibilità di visualizzare opere, compositori ed esecutori sfogliando la musica classica presente sul catalogo Apple Music
- nuova sezione di News che presenta le notizie più importanti del giorno (disponibile per Stati Uniti, Inghilterra e Australia)
- opzione Mail Drop in Mail per inviare allegati di grandi dimensioni
- supporto 3D Touch con iBooks per interagire con i contenuti dell'indice, con le note, con i segnalibri e i risultati della ricerca interna al libro sfruttando le azioni "Peek" e "Pop"
- possibilità di ascoltare audiolibri con iBooks mentre si sfoglia la libreria, si leggono altri libri o si consulta il catalogo di iBooks Store
- supporto per iPhone per l'adattatore per fotocamere da Lightning a USB per importare foto e video
- stabilità migliorata di Safari
- stabilità migliorata di Podcast
- risoluzione di un problema che poteva impedire ad alcuni utenti di accedere agli allegati con account e-mail POP
- risoluzione di un problema per il quale talvolta i file in allegato si sovrapponevano al testo dei messaggi di posta in Mail
- risoluzione di un problema per il quale l'opzione "Live Photo" poteva venire disattivata dopo il ripristino da un precedente backup di iCloud
- correzione di un errore per il quale la ricerca in Contatti poteva non fornire risultati
- risoluzione di un problema che poteva impedire la corretta visualizzazione di tutti e sette i giorni nella vista settimanale in Calendario
- risoluzione di un problema per il quale poteva venire visualizzata una schermata nera durante la registrazione di video con iPad
- risoluzione di un problema che poteva causare instabilità con l'app Attività durante la visualizzazione del giorno in cui avviene il passaggio all'ora legale
- risoluzione di un problema che impediva la corretta visualizzazione dei dati nell'app Salute
- risoluzione di un problema che poteva impedire la corretta visualizzazione degli aggiornamenti e degli avvisi sul blocco schermo di Wallet
- risoluzione di un problema legato all'aggiornamento di iOS che poteva impedire l'attivazione della sveglia
- risoluzione di un problema che poteva impedire ad alcuni utenti di effettuare l'accesso su Trova il mio iPhone
- risoluzione di un problema che talvolta impediva il completamento dei backup manuali di iCloud
- risoluzione di un problema legato all'utilizzo della tastiera di iPad che causava l'attivazione involontaria della modalità di selezione del testo
- miglioramento della velocità di risposta della tastiera utilizzando le opzioni di risposta rapida
- miglioramento delle opzioni di inserimento della punteggiatura con tastiere cinesi a dieci tasti (sistema Pinyin e a tratti) grazie alla nuova vista espansa dei simboli di punteggiatura e alle migliori opzioni di suggerimento predittivo
- risoluzione di un problema sulla tastiera in caratteri cirillici per cui veniva attivata l'opzione di blocco delle maiuscole scrivendo nei campi URL o e-mail
- miglioramenti per Accessibilità:
  - risoluzione di alcuni problemi con VoiceOver durante l'utilizzo dell'opzione di rilevamento dei volti di Fotocamera
  - possibilità di attivare lo schermo tramite VoiceOver
  - possibilità di richiamare lo switcher applicazioni tramite VoiceOver con gesti 3D Touch
  - risoluzione di un problema riscontrato durante la conclusione delle chiamate con Accesso Guidato
  - funzionalità migliorata per l'opzione "Controllo interruttori" utilizzando la tecnologia 3D Touch
  - risoluzione di un problema relativo alla velocità del parlato con l'opzione "Pronuncia schermata"
- supporto per Siri in lingua araba (Arabia Saudita, Emirati Arabi Uniti).

### iOS 9.2.1
- questo aggiornamento presenta aggiornamenti di sicurezza e correzioni di errori, tra cui un problema legato al completamento della procedura di installazione delle applicazioni utilizzando un server MDM.

### iOS 9.3
Night Shift
- quando abilitato, Night Shift utilizza l’orologio e la geolocalizzazione del dispositivo per determinare l’orario del tramonto nella tua posizione, quindi porta i colori dello schermo verso la parte più calda dello spettro, aiutandoti persino a dormire meglio la notte.

Miglioramenti di Note
- proteggi le note che contengono i tuoi dati più personali con Touch ID o con un codice
- ordina le note alfabeticamente, per data di creazione o per data di modifica
- quando disegni, apri rapidamente un’area di lavoro vuota scorrendo con due dita o toccando il pulsante "Nuovo disegno"
- un nuovo pulsante per gli elenchi di controllo nella parte inferiore di ogni nota rende più semplice la creazione di elenchi
- mostra miniature al posto di immagini grandi e allegati tenendo premuta qualsiasi immagine o allegato in una nota
- scegli se le foto e i video realizzati in Note vengono archiviati solo in Note o anche in Foto
- tieni premuto un file di esportazione di Evernote per importarne i contenuti in Note.

Miglioramenti di News
- la nuova sezione con gli articoli principali in "For You" evidenzia gli articoli più importanti del giorno
- scopri i migliori articoli da leggere nella selezione di canali e argomenti appositamente scelti dagli editori di Apple News
- scorri verso sinistra sugli articoli in "For You" su iPhone per condividerli o salvarli rapidamente oppure scorri verso destra per altre opzioni
- riproduci le notizie video direttamente da "For You", senza aprire l’articolo
- leggi gli articoli e guarda i video in orientamento orizzontale su iPhone
- modifica la dimensione del testo negli articoli per una lettura più facile.

Miglioramenti di Salute
- per determinati tipi di dati come peso, allenamenti e sonno, le app correlate di terze parti sono mostrate nell’app Salute
- aggiunto il supporto neI quadro dati di Salute per i dati e gli obiettivi di Movimento, Esercizio e "In piedi" di Attività da Apple Watch
- facile accesso al quadro dati e alla cartella clinica con le azioni rapide di 3D Touch dalla schermata Home
- le app di terze parti hanno ora accesso agli anelli di Attività e ai riepiloghi da Apple Watch tramite HealthKit.

Miglioramenti di Apple Music
- aggiungi brani dal catalogo di Apple Music alle playlist senza dover aggiungerli alla libreria
- guarda i videoclip su iPad a tutto schermo
- vedi cosa c’è in riproduzione su Beats 1 direttamente dal pannello Radio, senza doverti sintonizzare
- tocca il nome del brano che stai ascoltando in "In riproduzione" per passare all’album
- vedi quali brani sono più popolari negli album nel catalogo di Apple Music.

Miglioramenti di Foto
- estrai l’immagine statica da una Live Photo toccando Duplica e utilizzando l’opzione che ti permette di scegliere se duplicare la Live Photo o solo l’immagine statica
- prestazioni migliorate per il download delle foto e dei video originali a dimensione massima archiviati nella libreria foto di iCloud
- condividi Live Photo tra iOS e OS X tramite AirDrop e Messaggi.

Miglioramenti di iBooks
- adesso iBooks è in grado di archiviare i PDF su iCloud, rendendoli disponibili su tutti i tuoi dispositivi
- sggiunto il supporto per il download degli audiolibri precedentemente acquistati da iBooks Store
- aggiunta la possibilità di condividere gli audiolibri acquistati con qualsiasi membro della famiglia tramite "In famiglia"
- nuovi controlli per leggere i manga più comodamente, con pagine che si voltano più rapidamente e semplici controlli per ingrandire il testo
- aggiunto il supporto per Apple Pencil per evidenziare i tuoi passaggi preferiti e salvarli per un secondo momento.

Miglioramenti per l’istruzione
- introdotta un’anteprima della condivisione di iPad, che consente a più studenti di utilizzare lo stesso dispositivo iPad in diversi momenti durante il giorno
- aggiunto il supporto per l’accesso a iCloud con ID Apple gestiti
- aggiunta la compatibilità per la nuova app Classroom
- nuove opzioni di configurazione per controllare l’organizzazione delle app sulla schermata Home
- nuovi controlli per determinare quali app mostrare o nascondere sulla schermata Home
- aggiunto il supporto per nuove restrizioni per la libreria foto di iCloud e Apple Music.

Miglioramenti di CarPlay
- gli abbonati a Apple Music hanno ora accesso ai contenuti di "Per te" e Novità in CarPlay
- nuova schermata in Mappe, per trovare rapidamente benzinai, parcheggi, ristoranti, bar e altri luoghi fondamentali nelle vicinanze quando si è alla guida
- Siri parla in maniera più concisa quando legge e compone messaggi in CarPlay
- livelli sonori equalizzati tra diverse sorgenti audio in CarPlay.

Dolby Digital Plus
- aggiunto il supporto per la riproduzione di video con stream audio Dolby Digital Plus con il supporto per l’uscita multicanale tramite l’adattatore da Lightning ad AV digitale di Apple.

Miglioramenti e risoluzioni di problemi per le tastiere hardware
- possibilità di utilizzare tasti freccia per navigare negli elenchi in Spotlight, Mail e Safari
- possibilità di utilizzare la barra spaziatrice per lo scorrimento in Mail
- migliorate le prestazioni durante l’utilizzo della barra spaziatrice per lo scorrimento in Safari
- aggiunta la possibilità di aprire la tastiera software dalla barra dei collegamenti quando è connessa una tastiera hardware
- risolto un problema che poteva impedire lo sblocco di iPad utilizzando una tastiera hardware
- risolto un problema per il quale le tastiere hardware non rispondevamo nelle pagine di accesso di reti captive
- risolto un problema per il quale il campo di inserimento di Messaggi poteva sparire dietro la barra dei collegamenti quando è connessa una tastiera hardware.

Altri miglioramenti
- aggiunto il supporto in Mappe per ottenere una vista evidenziata delle destinazioni e delle fermate per una specifica linea di trasporti toccandola
- mappe adesso mostra se sono presenti più linee di trasporti possibili per ciascun itinerario suggerito
- l'app Wallet aggiunge la possibilità di visualizzare l’app relativa a una carta o biglietto nell’app Wallet toccando un’icona sulla carta o sul biglietto
- aggiunto il supporto in Apple Pay per iscriversi ai programmi a premi con Apple Pay al terminale di pagamento
- aggiunto il supporto in Podcast per la riproduzione di video a schermo intero
- aggiunto un nuovo pannello Allenamento all’app Attività con riepiloghi mensili dei valori principali e la possibilità di filtrare per tipo di allenamento
- passa a iOS adesso offre suggerimenti per le app di App Store in base alle app installate sul dispositivo Android
- aggiunte informazioni di stato preventive per l’archiviazione di iCloud e notifiche in-app per avvisarti prima di esaurire lo spazio
- l’autenticazione a due fattori è ora disponibile per tutti gli account iCloud
- supporto per lo spagnolo (America Latina) come lingua di sistema
- siri supporta finlandese (Finlandia), ebraico (Israele) e malese (Malesia).

Problemi risolti per le aziende
- risolto un problema che poteva impedire l’avvio di alcune app acquistate tramite VPP dopo l’aggiornamento
- aggiunto il supporto per il backup su iCloud per le app VPP assegnate ai dispositivi
- risolto un problema che poteva impedire l’installazione corretta dei certificati durante l'aggiornamento dei profili di configurazione
- risolto un problema con alcune configurazioni VPN IPSec che poteva causare l’interruzione della connessione a Internet in seguito all’interruzione di una sessione VPN
- risolto un problema per impedire a iBooks di inviare via e-mail PDF aziendali gestiti da account non gestiti
- risolto un problema di alcuni utenti di Exchange per il quale Calendario inviava più risposte allo stesso invito
- migliorata l’affidabilità per i dispositivi che si connettono al servizio di cache di OS X Server.

Problemi di accessibilità risolti
- migliorata l’affidabilità di 3D Touch con l’opzione "Controllo interruttori" di Accessibilità
- risolto un problema per il quale VoiceOver interferiva con la voce dopo la dettatura
- risolto un problema per il quale gli utenti di VoiceOver non potevano scrivere una recensione su App Store
- risolto un problema per il quale VoiceOver smetteva di rispondere quando si riceveva una telefonata tramite auricolari Bluetooth
- risolto un problema per il quale il testo di grandi dimensioni in Promemoria era illeggibile.

Altri problemi risolti e miglioramenti delle prestazioni e della stabilità
- risolto un problema per il quale la modifica manuale della data a maggio 1970 o data precedente poteva impedire l’accensione del dispositivo iOS in seguito a un riavvio
- risolto un problema che poteva impedire il completamento di alcuni backup di iCloud
- risolto un problema di alcuni utenti per il quale i dati di Salute erano incompleti dopo il ripristino da un backup di iCloud
- risolto un problema per il quale poteva essere mostrata una percentuale della batteria imprecisa
- risolto un problema che impediva l’attivazione di iMessage o FaceTime per alcuni utenti
- risolto un problema che poteva impedire la visualizzazione dell’interfaccia di Telefono durante la ricezione di una chiamata
- risolto un problema che consentiva di modificare le restrizioni applicate all’interruttore dei dati cellulari
- risolto un problema che causava la visualizzazione nell’app Watch di impostazioni per le notifiche di app non installate su Apple Watch
- migliorata la stabilità durante l’utilizzo di 3D Touch sulla tastiera
- migliorata la stabilità dell’app Telefono durante la configurazione della segreteria telefonica
- migliorata la stabilità dell’app Mail quando il dispositivo ha quasi esaurito lo spazio di archiviazione
- migliorata la stabilità in Mail durante l’utilizzo di Mail Drop per l’invio di allegati di grandi dimensioni.

### iOS 9.3.1
- risolve un problema per il quale alcune app potevano smettere di rispondere dopo aver selezionato un link su Safari o altre applicazioni.

### iOS 9.3.2
- risolve un problema per il quale alcuni accessori Bluetooth potevano presentare una qualità audio ridotta quando abbinati a iPhone SE (1ª generazione)
- risolve un problema per il quale non era possibile eseguire la ricerca di lemmi sul dizionario
- risolve un problema di Mail e Messaggi che impediva l'inserimento degli indirizzi di posta elettronica con la tastiera giapponese di tipo Kana
- risolve un problema di VoiceOver per il quale la voce Alex veniva sostituita con una voce differente per la lettura di segni di punteggiatura o spazi
- risolve un problema che impediva l'installazione di app B2B personalizzate con server MDM.

### iOS 9.3.3
- iOS 9.3.3 include correzioni di errori e apporta miglioramenti al livello di sicurezza di iPhone o iPad.

### iOS 9.3.4
- iOS 9.3.4 include un importante aggiornamento di sicurezza per iPhone o iPad ed è consigliato a tutti gli utenti.

### iOS 9.3.5
- iOS 9.3.5 include un importante aggiornamento di sicurezza per iPhone o iPad ed è consigliato a tutti gli utenti.

### iOS 9.3.6
- iOS 9.3.6 include un aggiornamento della localizzazione GPS che indurrebbe l'impostazione automatica dell'ora del dispositivo in modo incorretto, ed è consigliato a tutti gli utenti.